# Jean Poton de Xaintrailles
Jean Poton de Xaintrailles (1390? Gaskoňsko - 7. října 1461 Bordeaux) byl gaskoňský nižší šlechtic, který působil jako štolmistr královských stájí, soudní vykonavatel v Berry a také senešal z Limousin. Ve stoleté válce byl jedním z hlavních poručíků Johanky z Arku. V roce 1454 byl jmenován maršálem Francie.

## Životopis
Nejprve v roce 1423 bojoval ve službách burgundského vévody Filipa III. a účastnil se bitvy u Cravant, poté v roce 1424 bitvy u Verneuil, následně přešel do služeb francouzského krále Karla VII. V roce 1429 se zúčastnil s Johankou z Arku bitvy, která ukončila obléhání Orléans, během níž byl těžce zraněn. V roce 1431 byl Angličany zajat v bitvě u Savignies poblíž Beauvais a převezen na hrad Bouvreuil (Rouen), kde byla v zajetí i Johanka z Arku. Tato událost byla zmíněna v záznamech Richarda Beauchampa, hraběte z Warwicku. V roce 1433 byl vyměněn za Johna Talbota. V roce 1435 společně s Etiennem de Vignolles zvítězili nad Angličany v bitvě u Gerberoy v Normandii. Společně v následujících letech podnikli vojenské výpady do Burgundska a Lotrinska. V roce 1445 byla vytvořena stálá armáda, v níž byl jmenován velitelem jedné z dvanácti rot nové armády. V roce 1454 byl jmenován maršálem Francie a od krále obdržel město Saint-Macaire.
Byl ženatý s Catherine Brachet, manželství bylo bez potomků, veškerý majetek odkázal své manželce a církvi. Zemřel v roce 1461 na hradě Trompette ve městě Bordeaux.